# Probiano (arquíatro)
Probiano (em latim: Probianus) foi um médico romano do século IV. Era um arquiatro e se sabe que se converteu do paganismo ao cristianismo.